# Time Requiem
Time Requiem est un groupe de metal néo-classique suédois, originaire de Skurup. Il est formé en 2001 par quatre anciens membres du groupe Majestic. Ils comptent au total trois albums studio et un album live.

## Biographie
Andersson recrute Peter Wildoer, Apollo Papathanasio et Magnus Nord dans son nouveau groupe. Martin Wezovski, inexpérimenté à la basse, est renvoyé et remplacé par Dick Lövgren (Meshuggah). Ils produisent leur premier album homonyme, en 2002. En 2003, Andersson et le reste du groupe joue au Japon. Ce concert est enregistré et publié en CD live. Unleashed in Japan comprend quelques chansons de Time Requiem.
Wildoer, préoccupé par le groupe de death metal Darkane, quitte Time Requiem. Lövgren et Andersson quittent également le groupe, et sont remplacés par Zoltan Csörsz et Jonas Reingold. Cette nouvelle formation enregistré un nouvel album intitulé The Inner Circle of Reality en 2004. En janvier 2006, Edman annonce la fin des enregistrements pour leur nouvel album Optical Illusion. L'album est annoncé pour le 22 février la même année au Japon.  Depuis la sortie de l'album, le groupe ne donne plus signe de vie.

## Membres

### Membres actuels
- Richard Andersson - claviers
- Göran Edman - chant
- Magnus Nilsson - guitare
- Andy Rose - basse
- Jörg Andrews - batterie

### Anciens membres
- Peter Wildoer - batterie
- Apollo Papathanasio - chant
- Magnus Nord - guitare
- Zoltan Csörsz - batterie
- Jonas Reingold - basse
- Dick Lövgren - basse